# 可攜式媒體播放器
可攜式媒體播放器（英語：Portable Media Player（PMP）或Digital Audio Player（DAP））是可儲存和播放多媒體檔案的可攜式電子裝置。數位音樂播放器可以播放影像和視訊，也可以算是可攜式媒體播放器。就像數位音樂播放器基本上資料儲存在硬碟、微型硬碟或快閃記憶體。
广义地说，任何具备播放和显示音频、视频、图像和电子书籍的全部或者部分功能的小型电子产品都可以算做便携式多媒体播放器，比如MP3、MP4播放器，甚至能够支持特定格式的音视频文件播放的智能手机。其显示功能可以集成，也可以外置；其媒体存储部件可以集成，也可以外接，这些都根据产品设计的定位和用途而确定。狭义地讲，把新近出现的具备音视频、图片和文字解码功能，并且把信号输出到电视或者投影设备中去的一种电子产品，叫做便携式多媒体播放器，可以作为家庭影院的节目源。

## 基本的格式支援
可攜式媒體播放器主要功能在於它的功能多樣化：可載入和播放不同的視訊格式，包含MPEG、WMV、DivX、XviD、AMV 和 SigmaTel 動態視訊（SMV）；音效，包含MP3、WMA、WAV 和 Ogg Vorbis；數位影像，包含BMP、JPEG 和 GIF；和互動媒體，如flash animations。掌上型遊樂器像 Sony 的 PlayStation Portable 和最新型的手機都可算是 PMP，因為它們有錄放功能。
基本上可攜式媒體播放器具備多彩的液晶顯示或 OLED 螢幕。各種可攜式媒體播放器包含可錄製視訊與音訊、和一些有內建記憶卡的讀取裝置如 SD 或 MMC，記憶卡可以直接地方便上傳媒體檔案到播放器，或新增額外的記憶體來增加記憶容量。
便携式多媒体播放器能够支持的数字多媒体格式，取决于其采用的解码芯片的类型。
- 视频格式
包括MPEG1/2/MPEG/4(Divx3/4/5/6,Xvid),RealVideo 8/9/10、H.264/AVC，封装文件类型包括mpg,rm,rmvb,avi,vob,wmv,mkv等等。某些格式播放可以伴随显示字幕。
- 音频格式
包括mp3,wma,ogg,aac,ac3,PCM,DMPCM
- 图像格式
JPG,PNG,BMP,GIF,TIFF
- 电子书籍
纯文本txt

## 媒体存储设备
一般提供USB2.0高速接口，可外接移动硬盘或优盘。有的产品集成了读卡器，可以插入SD卡、MMC、MS卡。

## 播放控制
一般配备红外遥控器进行菜单操作，控制媒体文件的播放过程。其它的功能包括一些的文件的简单管理和预览功能。

## 音视频输出方式
包括复合音视频(AV)，色差分量输出YUV，HDMI。